# Гохуа

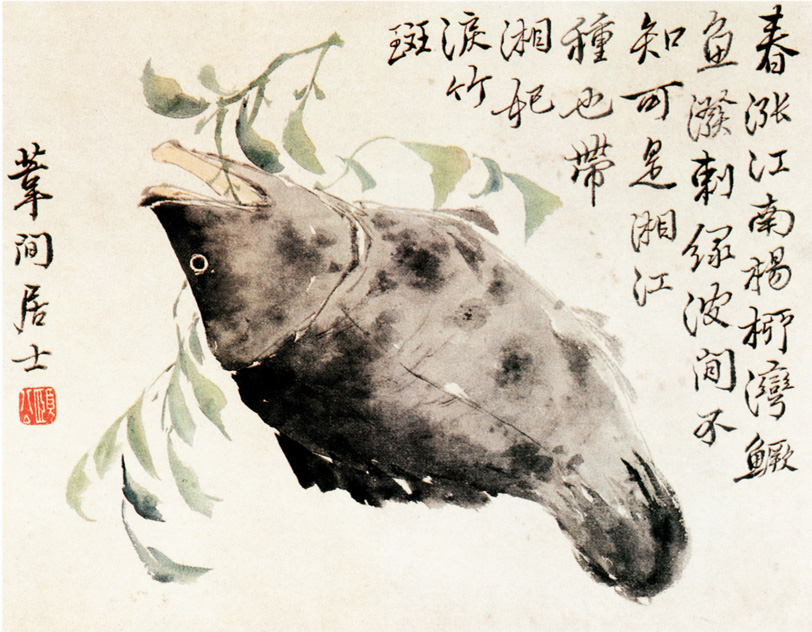
«Китайский окунь». Бянь Шоуминь, XVIII в. На картине слева — прозвание автора (кит. 苇间居士), справа — его стихотворение о китайском окуне

Гохуа (кит. трад. 國畫, упр. 国画, пиньинь guó huà, палл. гохуа) — термин для обозначения техники и стиля традиционной китайской живописи, в которой используются минеральные и растительные водяные  краски и тушь на шёлке или бумаге.

## История
Термин Гохуа (буквально, «живопись [нашей] страны», или как сокращение от Чжунго хуа (中国画), «Китайская живопись») был введён в конце XIX — начале XX века как противопоставление сиянхуа (西洋画), то есть — западной («заморской») живописи. Используется также название шуймохуа (水墨画), то есть «живопись тушью», в противопоставление юхуа (油画), то есть «масляной живописи».
В условиях упадка искусства в Китае (конец XIX — начало XX века) Гохуа обновила традиции национальной живописи, существовавшей с III—II веков до н. э. и имевшей свои технические особенности, жанровое своеобразие и специфический метод изображения предмета при помощи линии и пятна на нейтральном фоне, который давал ощущение неограниченного пространства. Первые мастера, работавшие в Гохуа (живописцы Жэнь Бонянь, У Чаншо, Чень Ши-цзээн), стремились обогатить традиционные методы обращением к натуре. В дальнейшем развитие национальной живописи шло двумя путями: только средствами Гохуа в традиционной манере исполнения — творчество Ци Байши, Пань Тянь-шоу, Ли Кэжань и других — или соединением принципов Гохуа с достижениями европейской живописи(геометрическая перспектива, светотеневая моделировка объёма, напряжённый психологизм, пристальный интерес к человеку) — творчество Сюй Бэйхуна, Цзян Чжаохэ и других.

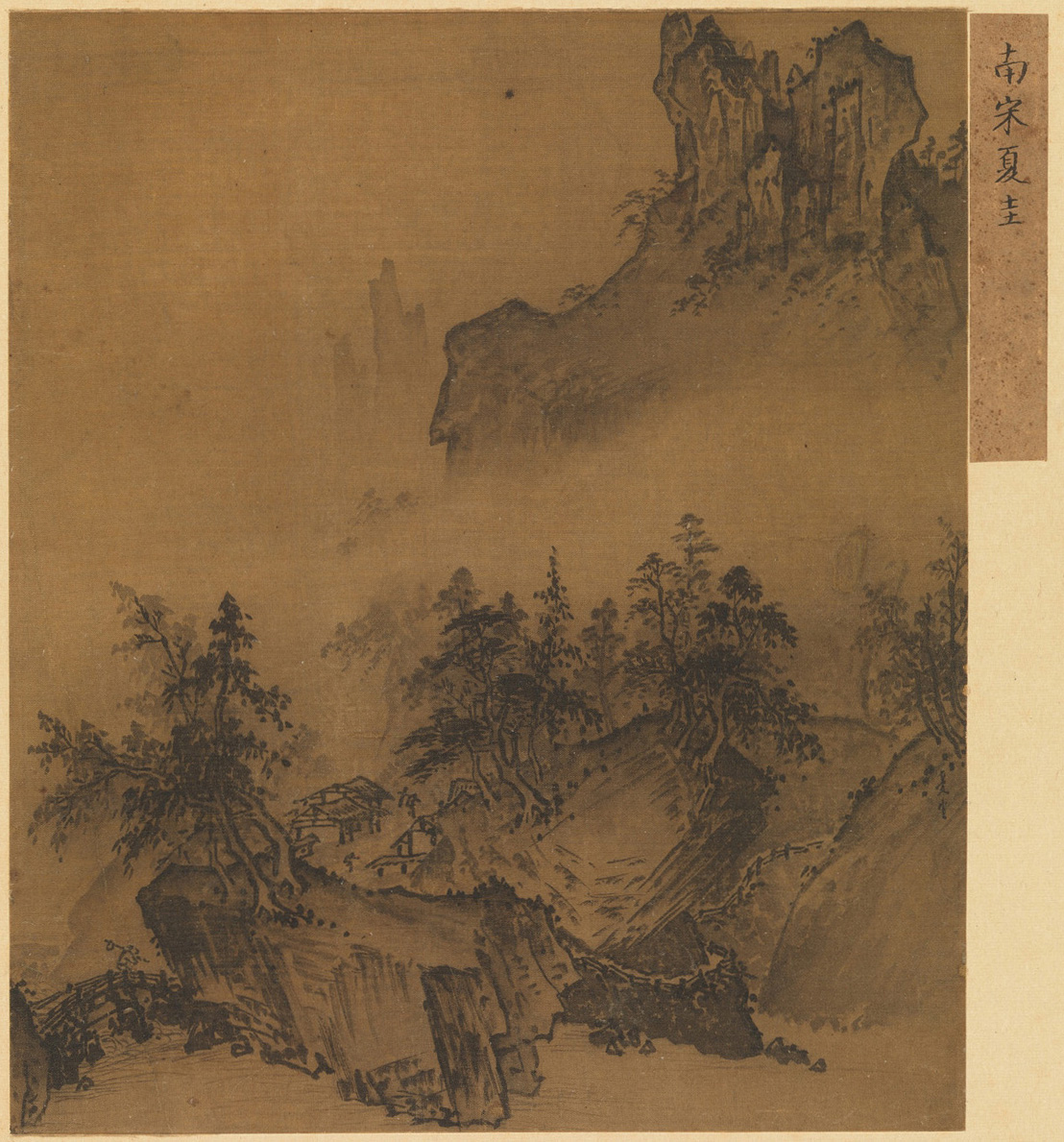
Ся Гуй, «Рынок в горах, дымка рассеивается»

Сама живописная техника является возобновлением китайских живописных традиций III—II веков до н. э.
Последние годы интерес к технике возобновился и стиль переживает второе рождение.

## Инструменты
Гохуа считается близким по духу и используемым инструментам к каллиграфии.
В Китае в качестве носителя цвета используются плитки туши с чёрным лаковым блеском, которую растирают с водой до нужной консистенции, а также водяные краски с минеральными и растительными пигментами.
В качестве основы картины используется шёлк (иногда хлопчатобумажная или пеньковая ткань). Для нанесения красок используют кисти из бамбука и шерсти домашних или диких животных (козьей, кроличьей, оленьей, беличьей и т. д.)

## Значение
Техника Гохуа оказала значительное влияние на развитие китайской авторской мультипликации в 1960—1980 годах, особенно на работы режиссёра Тэ Вэя, удостоенные наград на международных кинофестивалях. В 1970-е — начале 1990-х годов внимание публики и специалистов привлекли работы юной китайской художницы Ван Яни.